# 李敏烈士旧居
李敏烈士旧居，又称李敏活动地旧址，位于中国浙江省宁波市海曙区龙观乡李岙村中部，清末民居，主体坐西朝东，合院式，屋主为抗战时期三五支队游击队员洪瑞泰，中共鄞县樟水区委书记李敏曾借此作为活动场所，李敏牺牲时时年21岁，被誉为“浙东刘胡兰”，2010年9月公布为鄞州区文物保护单位:389，2014年完成修缮工程，2018年12月28日因行政区划调整公布为海曙区文物保护单位。